# Scylla et Glaucus
Scylla et Glaucus ist eine Oper (Tragédie en musique) in einem Prolog und fünf Akten von Jean-Marie Leclair. Das Libretto des ansonsten unbekannten d’Albaret basiert auf Thomas Corneilles Tragödie Circé und Ovids Metamorphosen. Die Uraufführung fand am 4. Oktober 1746 in der Académie royale de musique in Paris statt.

## Handlung

### Prolog
Die Amathusier feiern ein Fest zu Ehren der Venus. Ein Aufruhr entsteht, als die Propoetiden die Altäre der „falschen Göttin“ stürzen wollen. Venus schwebt herab und droht ihnen. Sie lobt den König (nämlich Ludwig XV.) und stellt ihren Sohn Amor vor, der in Sizilien die hochmütige Scylla besiegen soll, die eine große Zahl Verliebter abweist.

### Erster Akt
Scylla freut sich, nicht die mit der Liebe einhergehenden Qualen fühlen zu müssen. Temira vermag sie ebenso wenig umzustimmen wie eine Gruppe von Schäfern und Waldgeistern. Glaucus tritt auf und erklärt ihr seine Liebe, doch sie weist ihn ab und geht. Darauf plant Glaucus, von der Zauberin Circe Hilfe zu erbitten.

### Zweiter Akt
Circe ahnt beunruhigt, dass sie sich verlieben wird. Von Dorina wird sie gewarnt, für einen Liebhaber zu entbrennen, der schon vergeben ist, doch sie glaubt, auch den Treuesten verführen zu können. Glaucus kommt herein und bittet sie, in Scylla die Liebe für ihn zu erwecken. Mit Gesängen und Tänzen ihrer Diener versucht sie, ihn seine Geliebte vergessen zu lassen. Glaucus ist geneigt, der Schmeichelei nachzugeben, doch als er den Namen Scyllas hört, kommt er wieder zu sich und geht. Circe schwört Rache.

### Dritter Akt
Scylla eröffnet Temira, dass sie sich in Glaucus verliebt hat, ausgerechnet denjenigen ihrer Verehrer, der sich mutlos zurückgezogen hat. Glaucus erscheint, sie vergewissert sich seiner Beständigkeit und erklärt ihm dann ihre Liebe. Circe steigt wütend auf einer Wolke herab.

### Vierter Akt
Circe versucht noch einmal, Glaucus umzustimmen, der aber standhaft bleibt. Als sie droht, ihre Rache an Scylla zu vollziehen, lässt er sich darauf ein, sie zu begleiten. Um Circes Hass nicht erneut zu wecken, muss er so tun, als sähe er Scylla nicht. Doch Glaucus erträgt es nicht, Scylla das Herz zu brechen und fleht Circe um Gnade an. Sie lässt die beiden Liebenden gehen, doch als ihr Dorina begegnet, erwacht ihr Zorn erneut. Sie will sich an Scylla rächen und beschwört die Göttinnen der Unterwelt herauf. Von Hekate erhält sie ein vergiftetes Kraut, das sie in die Quelle tun will, in der sich Scylla jeden Tag spiegelt.

### Fünfter Akt
Scylla und Glaucus erfreuen sich ihrer Liebe, doch Scylla fürchtet in einer bösen Vorahnung Circes Leidenschaft. Beide beteiligen sich an einem Fest der Sizilianer zum Tag der Befreiung von den Zyklopen. Als Glaucus an den Brunnen erinnert, an dem er Scylla zum ersten Mal gesehen hat, zieht es Scylla dorthin. Sie betrachtet sich im Spiegel des Wassers und fällt bewusstlos zu Boden. Glaucus verzweifelt, Scylla erwacht noch einmal und flieht vor Circe. Doch vergeblich: Scylla wird in einen Fels an der Meerenge von Sizilien verwandelt, der, von Ungeheuern umgeben, fortan zusammen mit dem Strudel der Charybdis den Schrecken dieser Meerenge bildet.

## Orchester
Die Orchesterbesetzung der Oper umfasst die folgenden Instrumente:
- Holzbläser: zwei Flöten, zwei Oboen, zwei Fagotte
- Blechbläser: zwei Trompeten
- Pauken
- Streicher
- Cembalo
- Basso continuo

## Werkgeschichte
Der Violinvirtuose Jean-Marie Leclair komponierte seine einzige Oper 1746. Das Libretto von d’Albaret basiert auf Thomas Corneilles Tragödie Circé und den Büchern 10, 13 und 14 der Metamorphosen des Ovid.
Die Uraufführung fand am 4. Oktober 1746 in der Académie royale de musique statt. Trotz der Starbesetzung mit den Sängern Marie Fel (Scylla) und Pierre de Jélyotte (Glaucus) und den Tänzern Marie Camargo, Louis Dupré und Antoine Bonaventure Poirot war der Erfolg nur mäßig. Es gab insgesamt 18 Aufführungen.
Der jüngere Bruder des Komponisten, Jean-Marie Leclair le cadet, zeigte eine gekürzte konzertante Fassung der Oper 1747 und möglicherweise auch in den 1750er Jahren in Lyon, aufgeteilt auf zwei Konzerte.
Am 21. März 1909 wurden Auszüge der Oper konzertant in Lyon gespielt.
Eine Wiederentdeckung gab es am 14. November 1979 in London unter dem Dirigenten John Eliot Gardiner. Er führte die Oper auch 1986 in Lyon sowie als Gastspiel bei den Göttinger Händelfestspielen mit großem Erfolg auf. 2005 führte Christophe Rousset sie konzertant in der Königlichen Oper Versailles, im Auditorium Lyon und im Concertgebouw in Amsterdam auf. Eine weitere konzertante Aufführung gab es 2013 in Budapest.

## Aufnahmen
- 1986 – John Eliot Gardiner (Dirigent), English Baroque Soloists, Monteverdi Choir.
 Agnès Mellon (Vénus), Françoise Golfier (L’Amour), Donna Brown (Scylla), Howard Crook (Glaucus), Rachel Yakar (Circé), Elizabeth Vidal (Témire), René Schirrer (Licas), Catherine Dubosc (Dorine).
 Studioaufnahme.
 Erato ECD 75339 (3 CDs).[5]:8132
- 29. September 2005 – Christophe Rousset (Dirigent), Les Talens Lyriques, Les Éléments.
 Salomé Haller (Vénus und Dorine), Céline Scheen (L’Amour und Témire), Nicolas Achten (Oberpriester, Licas und Hécate), Jean-Christophe Henry (erste Propoetide), Marc Manodritta (zweite Propoetide), Gaële Le Roi (Scylla), Robert Getchell (Glaucus), Karina Gauvin (Circé), Didier Chevalier (Waldgeist), Cécile Dibon-Lafarge (Schäferin), Solange Anorga (Dryade).
 Live aus der Königlichen Oper Versailles.[5]:8133
- Oktober/November 2014 – Sébastien D’Hérin (Dirigent), Les Nouveaux Caractères.
 Virginie Pochon (Vénus, Dorine, Schäferin und Sizilianerin), Marie Lenormand (L’Amour und Témire), Frédéric Caton (Oberpriester, Licas und Hécate), Vincent Laloy (erste Propoetide), Pierre-Antoine Chaumien (zweite Propoetide und Schäfer), Emőke Baráth (Scylla), Anders J. Dahlin (Glaucus), Caroline Mutel (Circé), Jean-Baptiste Dumora (Waldgeist), Marina Venant (Dryade, Coryphée 1), Sarah Jouffroy (Coryphée 2), Marie-Frédérique Girod (Chorsolistin).
 Aus der Königlichen Oper Versailles.
 Alpha 960 (3 CDs).[6]
- April 2021 – Stefan Plewniak (Dirigent), Il Giardino d’Amore.
 Mathias Vidal (Glaucus), Chiara Skerath (Scylla), Florie Valiquette (Circé), Victor Sicard (Anführer des Volks, Licas und Hekate), Cécile Achille (Venus, Dorine und eine Propoetide), Lili Aymonino (die Liebe, Témire, eine Sizilianerin und eine Propoetide).
 Collection Château de Versailles Spectacles CVS068 (3 CDs).[7]
- März 2022 – György Vashegyi (Dirigent), Orfeo Orchestra, Purcell Choir.
 Judith van Wanroij (Scylla), Cyrille Dubois (Glaucus), Véronique Gens (Circé), Jehanne Amzal, Hasnaa Bennani, David Witczak, József Gál, Márton Komáromi.
 Glossa GCD 924015 (2 CDs).[8]

## Digitalisate
- Partitur. Paris 1747. Digitalisat bei Gallica.